# Roman Hudaszek
Roman Hudaszek – polski wokalista, pianista, kompozytor, aranżer, kierownik muzyczny, pedagog. 

## Życiorys
Ukończył Państwowe Liceum Muzyczne w Krakowie w klasie organów oraz Wydział Jazzu i Muzyki Rozrywkowej Akademii Muzycznej w Katowicach, gdzie po latach wykładał interpretację piosenki. Pochodzi z rodziny o muzycznych tradycjach, która w 1976 roku wystąpiła w programie telewizyjnym pt. Muzykujące rodziny. Po reorganizacji składu na przełomie 1979 i 1980 roku, kierownik grupy wokalnej Familia, której był wokalistą i dla której komponował i aranżował utwory. Jako kompozytor współpracował z Jonaszem Koftą, Wojciechem Młynarskim, Jackiem Cyganem, Justyną Holm. Aranżował utwory wykonywane przez orkiestry: Zbigniewa Górnego (Orkiestra Rozrywkowa PRiTV), Aleksandra Maliszewskiego (Alex Band), Jerzego Miliana, Gustava Broma. Jako pianista współpracował z takimi wykonawcami, jak: Zdzisława Sośnicka, Zbigniew Wodecki, Irena Santor, Krystyna Prońko, Bogusław Mec, Andrzej Rybiński, Irena Jarocka, Elżbieta Adamiak, Andrzej Poniedzielski. Od 1995 roku związany jest ze sceną kabaretową, gdzie pełni funkcję kierownikam uzycznego programów telewizyjnych, takich jak: Z Grabowskim po kraju, Lidzbarskie Wieczory Humoru i Satyry, Mazurska Noc Kabaretowa w Mrągowie, program estradowy Kaberetu Elita, czy Szopka Noworoczna. Współpracował, bądź nadal współpracuje z: Rudim Schuberthem, Grupą MoCarta, Katarzyną Zielińską, Katarzyną Jamróz, Wojciechem Malajkatem, Zbigniewem Zamachowskim. Od 2007 roku związany jest z warszawskim Teatrem Syrena, gdzie współtworzył spektakle Powróćmy jak za dawnych lat oraz w 2010 roku Zamach na MoCarta, czyli jeżeli śpiewać, to nie indywidualnie (płyta DVD z tym widowiskiem zdobyła status platynowej). Ponadto z Krzysztofem Jaślarem oraz Marcinem Partyką przygotował Śpiewnik Pana W. – spektakl z udziałem Justyny Steczkowskiej i Chórem Akademickim Uniwersytetu Warszawskiego. Pracuje w Państwowej Akademii Nauk Stosowanych w Nysie, jako wykładowca w Instytucie Jazzu oraz opiekun Akademickiej Sceny Muzycznej. W latach 1992–2007 był instruktorem w Nyskim Domu Kultury, gdzie założył Nyskie Studio Piosenki, oraz współpracował z Czesławem Orlopem i Zespołem Folklorystycznym „Nysa”. Wspólnie z Krystyną Wroniewicz założył także, Dziecięcy Zespół Estradowy „Fantazja”. Jest dyrektorem Ogólnopolskiego Festiwalu Piosenki Dziecięcej i Młodzieżowej w Chodzieży, gdzie prowadzi warsztaty wokalne. Spod jego skrzydeł wyszły: Patrycja Markowska, Kasia Stankiewicz i Alicja Janosz. Ponadto współpracował z Martą Klubowicz, realizując spektakl pt. Ocalił mnie wiersz, poświęcony Jerzemu Kozarzewskiemu – oraz z Nyską Grupą Literacką i ze Szkołą Muzyczną w Nysie. Reżyser i autor scenariusza koncertu Błogosławieni miłosierni, wystawionego z okazji beatyfikacji Marii Luizy Merkert. Otrzymał odznakę „Zasłużony dla miasta Chodzieży”. Jest członkiem Stowarzyszenia Autorów i Kompozytorów ZAiKS.